# Ronde van Italië 1957
| Eindklassement      |                           |              |
| Algemeen klassement | Gastone Nencini           | 104h 45' 06" |
| Tweede              | Louison Bobet             | + 0' 19"     |
| Derde               | Ercole Baldini            | + 5' 59"     |
| Vierde              | Charly Gaul               | + 7' 31"     |
| Vijfde              | Raphaël Geminiani         | + 17' 28"    |
| Zesde               | Miguel Poblet             | + 19' 49"    |
| Zevende             | Raymond Impanis           | + 21' 06"    |
| Achtste             | Pasquale Fornara          | + 24' 16"    |
| Negende             | Wout Wagtmans             | + 24' 29"    |
| Tiende              | Antonin Rolland           | + 27' 29"    |
| Rode Lantaarn       | Angiolino Piscaglia (79e) | + 3h 32' 27" |
| Bergklassement      | Raphaël Geminiani         | 56 punten    |
| Tweede              | Charly Gaul               | 38 punten    |
| Derde               | Louison Bobet             | 36 punten    |
| Ploegenklassement   | Legnano                   | ?            |
| Tweede              | ?                         | ?            |
| Derde               | ?                         | ?            |

In 1957 ging de 40e Giro d'Italia op 18 mei van start in Milaan. Hij eindigde op 9 juni in Milaan. Er stonden 120 renners verdeeld over 15 ploegen aan de start. Hij werd gewonnen door Gastone Nencini.
Aantal ritten: 21

Totale afstand: 3926 km

Gemiddelde snelheid: 37,479 km/h

Aantal deelnemers: 120

## Belgische en Nederlandse prestaties
In totaal namen er 6 Belgen en 8 Nederlanders deel aan de Giro van 1957.

### Belgische etappezeges
- Rik Van Steenbergen won de 1e etappe van Milaan naar Verona, de 11e etappe van Siena naar Montecatini Terme, de 17e etappe deel B van Como naar Como, de 20e etappe van Levico Terme naar Abano Terme en de 21e etappe van Abano Terme naar Milaan.
- André Vlayen won de 4e etappe van Ferrara naar Cattolica.

### Nederlandse etappezeges
- Wout Wagtmans won de 6e etappe van Loreto naar Terni.

## Etappe uitslagen
| Datum  | Etappe     | Parcours                                      | Afstand | Eerste                    | Tweede                    | Derde                    | Klassementsleider         |
| ------ | ---------- | --------------------------------------------- | ------- | ------------------------- | ------------------------- | ------------------------ | ------------------------- |
| 18 mei | etappe 1   | Milaan - Verona                               | 191 km  | Rik Van Steenbergen (Bel) | Miguel Poblet (Spa)       | Pierino Baffi (Ita)      | Rik Van Steenbergen (Bel) |
| 19 mei | etappe 2   | Verona - Bosco Chiesanuova (tijdrit)          | 28 km   | Charly Gaul (Lux)         | Raphaël Geminiani (Fra)   | Nino Defilippis (Ita)    | Charly Gaul (Lux)         |
| 20 mei | etappe 3   | Verona - Ferrara                              | 169 km  | Miguel Poblet (Spa)       | Rik Van Steenbergen (Bel) | Vito Favero (Ita)        | Louison Bobet (Fra)       |
| 21 mei | etappe 4   | Ferrara - Cattolica                           | 190 km  | André Vlayen (Bel)        | Colombo Cassano (Ita)     | Ugo Massocco (Ita)       | Louison Bobet (Fra)       |
| 22 mei | etappe 5   | Cattolica - Loreto                            | 235 km  | Alessandro Fantini (Ita)  | Daan de Groot (Ned)       | Claude Le Ber (Fra)      | Louison Bobet (Fra)       |
| 23 mei | etappe 6   | Loreto - Terni                                | 175 km  | Wout Wagtmans (Ned)       | Ugo Massocco (Ita)        | Miguel Poblet (Spa)      | Louison Bobet (Fra)       |
| 24 mei | etappe 7   | Terni - Pescara                               | 221 km  | Antonin Rolland (Fra)     | Agostino Coletto (Ita)    | Rino Benedetti (Ita)     | Louison Bobet (Fra)       |
| 25 mei | etappe 8   | Pescara - Napels                              | 250 km  | Vito Favero (Ita)         | Michele Gismondi (Ita)    | Nino Defilippis (Ita)    | Nino Defilippis (Ita)     |
| 26 mei | etappe 9   | Napels - Frascati                             | 220 km  | Miguel Poblet (Spa)       | Rik Van Steenbergen (Bel) | Antonin Rolland (Fra)    | Nino Defilippis (Ita)     |
| 27 mei | etappe 10  | Rome - Siena                                  | 227 km  | Miguel Poblet (Spa)       | Alessandro Fantini (Ita)  | Nello Fabbri (Ita)       | Nino Defilippis (Ita)     |
| 28 mei | etappe 11  | Siena - Montecatini Terme                     | 230 km  | Rik Van Steenbergen (Bel) | Giorgio Albani (Ita)      | Ercole Baldini (Ita)     | Nino Defilippis (Ita)     |
| 30 mei | etappe 12  | Montecatini Terme - Forte dei Marmi (tijdrit) | 58 km   | Ercole Baldini (Ita)      | Cleto Maule (Ita)         | Claude Le Ber (Fra)      | Louison Bobet (Fra)       |
| 31 mei | etappe 13  | Forte dei Marmi - Genua                       | 163 km  | Bruno Monti (Ita)         | Miguel Poblet (Spa)       | Alessandro Fantini (Ita) | Louison Bobet (Fra)       |
| 1 juni | etappe 14  | Genua - Saint-Vincent                         | 235 km  | Mario Baroni (Ita)        | Alessandro Fantini (Ita)  | Giorgio Albani (Ita)     | Antonin Rolland (Fra)     |
| 2 juni | etappe 15  | Saint-Vincent - Sion                          | 134 km  | Louison Bobet (Fra)       | Gastone Nencini (Ita)     | Charly Gaul (Lux)        | Louison Bobet (Fra)       |
| 3 juni | etappe 16  | Sion - Campo dei Fiori                        | 229 km  | Alfredo Sabbadin (Ita)    | Charly Gaul (Lux)         | Wim van Est (Ned)        | Charly Gaul (Lux)         |
| 4 juni | etappe 17A | Varese - Como                                 | 82 km   | Alessandro Fantini (Ita)  | Giorgio Albani (Ita)      | Cleto Maule (Ita)        | Charly Gaul (Lux)         |
| 4 juni | etappe 17B | Como - Como                                   | 34 km   | Rik Van Steenbergen (Bel) | Miguel Poblet (Spa)       | Gino Guerrini (Ita)      | Charly Gaul (Lux)         |
| 6 juni | etappe 18  | Como - Monte Bondone                          | 242 km  | Miguel Poblet (Spa)       | Ercole Baldini (Ita)      | Louison Bobet (Fra)      | Gastone Nencini (Ita)     |
| 7 juni | etappe 19  | Trente - Levico Terme                         | 199 km  | Charly Gaul (Lux)         | Raphaël Geminiani (Fra)   | Louison Bobet (Fra)      | Gastone Nencini (Ita)     |
| 8 juni | etappe 20  | Levico Terme - Abano Terme                    | 157 km  | Rik Van Steenbergen (Bel) | Arrigo Padovan (Ita)      | Edgard Sorgeloos (Bel)   | Gastone Nencini (Ita)     |
| 9 juni | etappe 21  | Abano Terme - Milaan                          | 257 km  | Rik Van Steenbergen (Bel) | Miguel Poblet (Spa)       | Cleto Maule (Ita)        | Gastone Nencini (Ita)     |

 winnaars · 
roze trui · 
  puntenklassement · 
  bergklassement · 
 jongerenklassement · 
 intergiro · 
 ploegenklassement · 
 strijdlust · 
 zwarte trui
Giro d'Italia Next Gen · Giro Donne · Cima Coppi
 Belgische rozetruidragers · etappewinnaars
 Nederlandse rozetruidragers · etappewinnaars
Mannen:
1909 · 
1910 · 
1911 · 
1912 · 
1913 · 
1914 · 
1919 · 
1920 · 
1921 · 
1922 · 
1923 · 
1924 · 
1925 · 
1926 · 
1927 · 
1928 · 
1929 · 
1930 · 
1931 · 
1932 · 
1933 · 
1934 · 
1935 · 
1936 · 
1937 · 
1938 · 
1939 · 
1940 · 
1946 · 
1947 · 
1948 · 
1949 · 
1950 · 
1951 · 
1952 · 
1953 · 
1954 · 
1955 · 
1956 · 
1957 · 
1958 · 
1959 · 
1960 · 
1961 · 
1962 · 
1963 · 
1964 · 
1965 · 
1966 · 
1967 · 
1968 · 
1969 · 
1970 · 
1971 · 
1972 · 
1973 · 
1974 · 
1975 · 
1976 · 
1977 · 
1978 · 
1979 · 
1980 · 
1981 · 
1982 · 
1983 · 
1984 · 
1985 · 
1986 · 
1987 · 
1988 · 
1989 · 
1990 · 
1991 · 
1992 · 
1993 · 
1994 · 
1995 · 
1996 · 
1997 · 
1998 · 
1999 · 
2000 · 
2001 · 
2002 · 
2003 · 
2004 · 
2005 · 
2006 · 
2007 · 
2008 · 
2009 · 
2010 · 
2011 · 
2012 · 
2013 · 
2014 · 
2015 · 
2016 · 
2017 · 
2018 · 
2019 · 
2020 · 
2021 · 
2022 · 
2023 · 
2024 · 
2025
Vrouwen:
1988 · 
1989 · 
1990 · 
1991 ·
1992 ·
1993 · 
1994 · 
1995 · 
1996 · 
1997 · 
1998 · 
1999 · 
2000 · 
2001 · 
2002 · 
2003 · 
2004 · 
2005 · 
2006 · 
2007 · 
2008 · 
2009 · 
2010 · 
2011 · 
2012 ·
2013 · 
2014 ·
2015 ·
2016 ·
2017 ·
2018 ·
2019 ·
2020 ·
2021 ·
2022 ·
2023 ·
2024 ·
2025